# Dendtler Island
Dendtler Island är en ö i Antarktis. Den ligger i havet utanför Västantarktis. Chile gör anspråk på området.